# Marta Duda
Marta Duda (ur. 16 lipca 1996 w Wieluniu) – polska siatkarka, grająca na pozycji atakującej. W sezonie 2022/2023 zadebiutowała w Tauron Lidze w barwach IŁ Capital Legionovia Legionowo. Po wycofaniu drużyny z rozgrywek w trakcie sezonu dołączyła do pierwszoligowej drużyny LTS Legionovia Legionowo.